# Framont

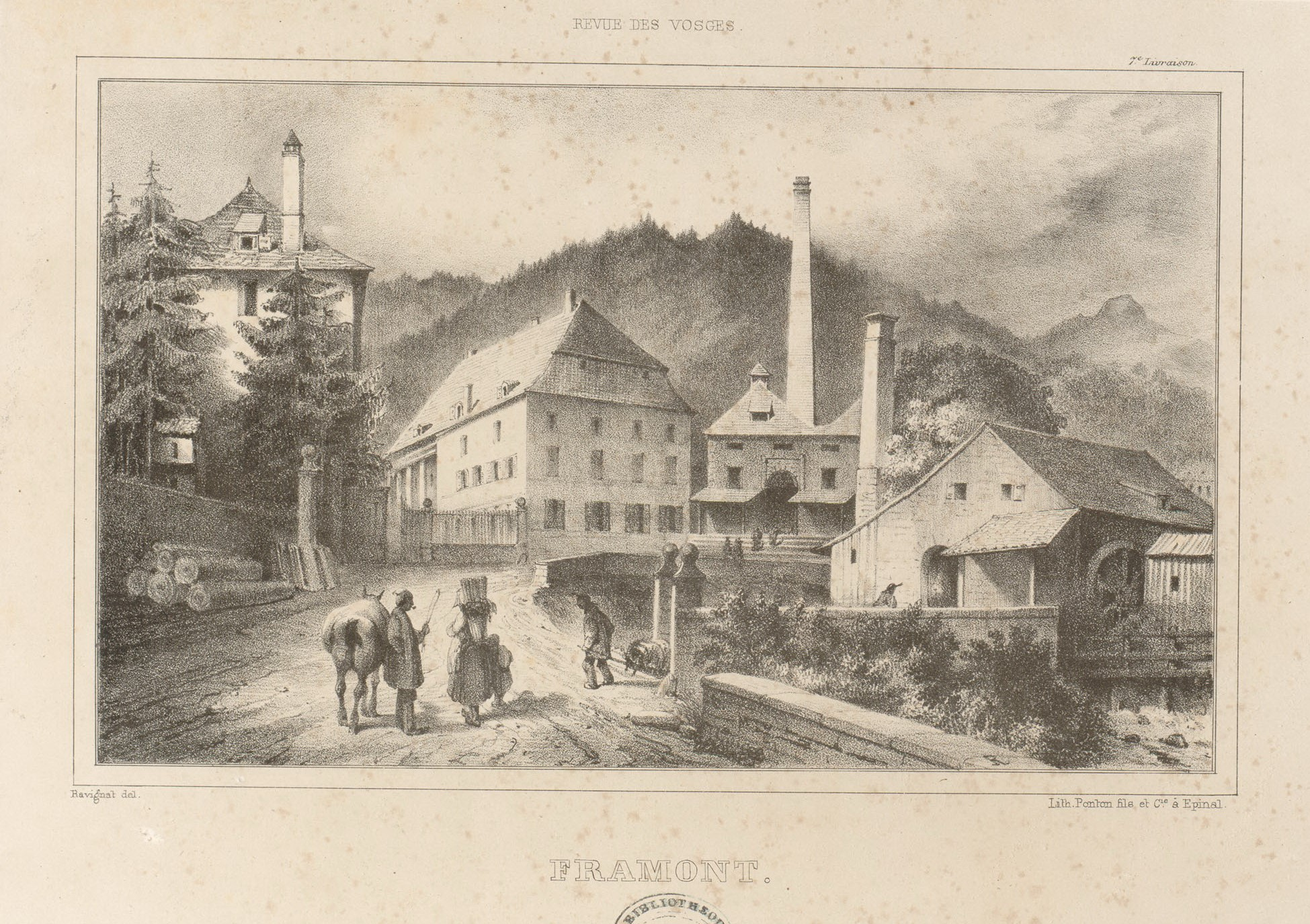
E. Ravignat: Framont, 1841

Framont ist eine Gemeinde im französischen Département Haute-Saône in der Region Bourgogne-Franche-Comté.

## Geographie

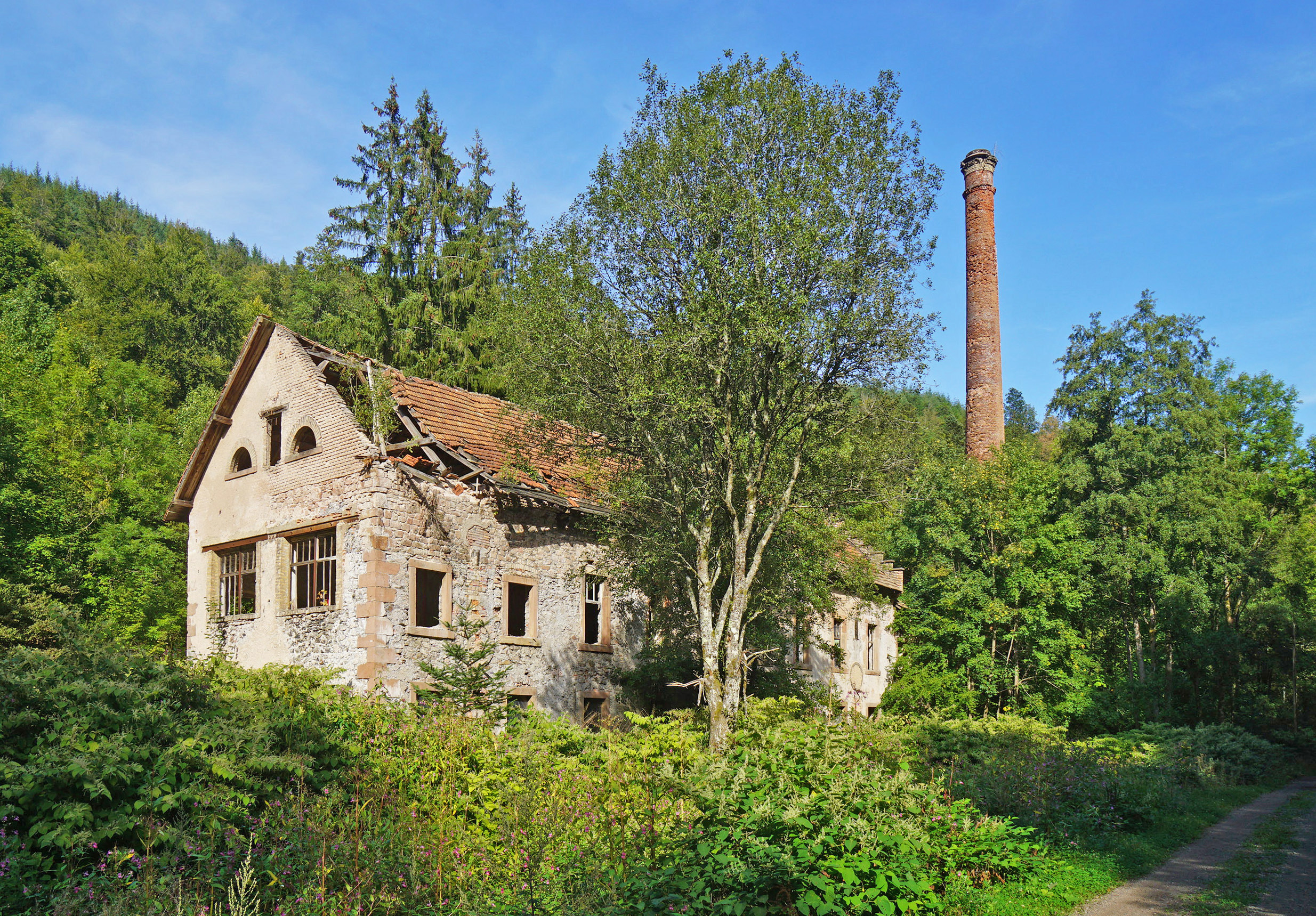
Aufgegebene Schmiede

Framont liegt auf einer Höhe von 215 m über dem Meeresspiegel, 15 Kilometer nördlich von Gray und etwa 50 Kilometer nordwestlich der Stadt Besançon (Luftlinie). Das Dorf erstreckt sich im Westen des Départements, in der Plateaulandschaft nordwestlich des Saônetals, am nördlichen Talrand des Salon.
Die Fläche des 11,73 km² großen Gemeindegebiets umfasst einen Abschnitt im Bereich des Plateaus nördlich des Saônetals. Von Nordwesten nach Südosten wird das Gebiet von der Talniederung des Salon durchquert, der zahlreiche Mäander zeichnet und für die Entwässerung zur Saône sorgt. Die Talaue liegt durchschnittlich auf 210 m und weist eine Breite von maximal einem Kilometer auf. Flankiert wird das Tal auf beiden Seiten von einem Plateau, das eine durchschnittliche Höhe von 250 m erreicht. Diese Hochfläche besteht aus einer Wechsellagerung von kalkigen und sandig-mergeligen Sedimenten der oberen Jurazeit und des Tertiärs. Das Plateau wird durch verschiedene Mulden untergliedert, die sich zum Tal des Salon öffnen. In der Talniederung und auf dem Plateau herrscht landwirtschaftliche Nutzung vor, doch gibt es auch größere Waldflächen. Im Norden reicht der Gemeindeboden bis zum ausgedehnten Waldgebiet des Bois de Groslières. Mit 264 m wird hier die höchste Erhebung von Framont erreicht. Nach Süden erstreckt sich das Areal bis zu den Anhöhen des Bois d'Écot und des Bois de Ramey (259 m).
Die Gemeinde besteht aus folgenden Ortsteilen:
- Frânois (215 m) im Tal des Salon
- Mont-le-Frânois (230 m) am Rand des Plateaus, nördlich des Salon-Tals
- Le Crochot (212 m), Weiler am Südufer des Salon

Nachbargemeinden von Framont sind Courtesoult-et-Gatey im Norden, Achey im Osten, Montot, Oyrières und Écuelle im Süden sowie Champlitte im Westen.

## Geschichte
Überreste eines römischen Verkehrsweges sowie Münz- und Keramikfunde deuten auf eine frühe Besiedlung des Gebietes hin. Im Mittelalter gehörte der Ort zur Freigrafschaft Burgund und darin zum Gebiet des Bailliage d’Amont. Seit dem 12. Jahrhundert hatten die Herren von Fouvent die lokale Herrschaft über Frânois inne. Mont-le-Frânois unterstand dagegen den Herren von Dampierre, welche einen Teil des Gebietes dem Kloster Theuley schenkten. Später gehörten die Dörfer den Herren von Vergy und gelangten 1555 in Abhängigkeit von der Herrschaft Champlitte. Mont-le-Frânois wurde 1569 von Truppen des Herzogs von Zweibrücken geplündert und gebrandschatzt. Zusammen mit der Franche-Comté gelangten beide Dörfer mit dem Frieden von Nimwegen 1678 definitiv an Frankreich. Im Jahr 1972 fusionierten Frânois (1968: 122 Einwohner) und Mont-le-Frânois (1968: 114 Einwohner) zur Gemeinde Framont. Heute ist Framont Mitglied des 42 Ortschaften umfassenden Gemeindeverbandes Communauté de communes des Quatre Rivières.

## Sehenswürdigkeiten
Die Kirche von Frânois wurde im 18. Jahrhundert erbaut und besitzt einen Hauptaltar im neugotischen Stil von 1860 sowie verschiedene Statuen und Gemälde aus dem 16. bis 18. Jahrhundert. Östlich des Dorfes befindet sich das Oratoire à la Vierge von 1736. In Mont-le-Frânois steht die neugotische Kirche aus dem 19. Jahrhundert, die eine Madonnenstatue des 15. Jahrhunderts beherbergt. Im Weiteren sind die Kapelle Saint-Pierre (18. Jahrhundert) und verschiedene Wegkreuze aus dem 17. und 18. Jahrhundert erwähnenswert.
Von den profanen Bauwerken sind die Häuser in Mont-le-Frânois nennenswert, die den traditionellen Stil der Haute-Saône des 17. und 18. Jahrhunderts zeigen. An der Stelle des ehemaligen Herrschaftssitzes wurde im 18. Jahrhundert ein kleines Schloss erbaut. Über den Salon führen zwei Steinbrücken, die aus dem 18. Jahrhundert stammen. Nahe dem Salon befindet sich auch ein Lavoir aus dem 19. Jahrhundert, das einst als Waschhaus und Viehtränke diente. Es wurde 1994 bis 1995 restauriert.

## Bevölkerung
| Jahr                       | 1962 | 1968 | 1975 | 1982 | 1990 | 1999 |
| Einwohner                  | 243  | 236  | 238  | 195  | 185  | 200  |
| Quellen: Cassini und INSEE |      |      |      |      |      |      |

Mit 194 Einwohnern (2004) gehört Framont zu den kleinen Gemeinden des Département Haute-Saône. Nachdem die Einwohnerzahl in der ersten Hälfte des 20. Jahrhunderts deutlich abgenommen hatte (1886 wurden noch 512 Personen gezählt), wurden seit Beginn der 1980er Jahre nur noch geringe Schwankungen verzeichnet.

## Wirtschaft und Infrastruktur
Framont war bis weit ins 20. Jahrhundert hinein ein vorwiegend durch die Landwirtschaft (Ackerbau, Obstbau und Viehzucht) und die Forstwirtschaft geprägtes Dorf. Die Wasserkraft des Salon wurde für den Betrieb mehrerer Mühlen und eines Schmiedewerks genutzt. Heute gibt es einige Betriebe des lokalen Kleingewerbes, vor allem in den Branchen Holzverarbeitung und Transportgewerbe. In den letzten Jahrzehnten hat sich das Dorf zu einer Wohngemeinde gewandelt. Viele Erwerbstätige sind deshalb Wegpendler, die in den größeren Ortschaften der Umgebung ihrer Arbeit nachgehen.
Die Ortschaft liegt abseits der größeren Durchgangsachsen an einer Departementsstraße, die von Dampierre-sur-Salon nach Champlitte führt. Weitere Straßenverbindungen bestehen mit Gatey, Oyrières und Écuelle.